# ブラック・ウィドウ (映画)
『ブラック・ウィドウ』（Black Widow）は、マーベル・コミックに登場する同名キャラクターをベースにした、2021年のアメリカ合衆国のスーパーヒーロー映画。監督はケイト・ショートランド、脚本はエリック・ピアソン、主演はスカーレット・ヨハンソン。「マーベル・シネマティック・ユニバース」シリーズの24作目であり、「マルチバース・サーガ」の一作目。
COVID-19パンデミックの影響を受けて、2021年7月9日の劇場公開と同時に、Disney+プレミアアクセスでの同時配信公開も行われた。日本での劇場公開は配信よりも1日早い2021年7月8日となった。

## ストーリー
幼くしてロシアのエージェントとなったナターシャ・ロマノフは、妹分にあたるエレーナ・ベロワ、スーパーソルジャーで父親役のアレクセイ・ショスタコフ/レッド・ガーディアン、そして母親役のメリーナ・ヴォストコフ/ブラック・ウィドウと共に、ある任務のためオハイオ州で仲の良い家族を演じてきた。1995年、任務を終えた彼らはS.H.I.E.L.D.の追っ手を振り切り、キューバへと逃げ込む。この日、3年間演じてきた偽装家族はバラバラになった。
それから長い年月が経った2016年。『シビル・ウォー/キャプテン・アメリカ』で起きたアベンジャーズ分裂事件に伴い、ナターシャはソコヴィア協定に違反した者として、米国務長官サディアス・ロスをはじめ世界中から追われる身となっていた。友人メイソンに頼み、ノルウェーのセーフハウスで隠伏する予定だったナターシャだったが、同時期に妹分であったエレーナから送り付けられた合成ガスを狙うタスクマスターに襲撃される。ナターシャは目にした相手の動きをコピーするタスクマスターに敗走するものの、合成ガスを守り切り、送り主であったエレーナとブダペストで再会する。
ナターシャは、かつて自分が在籍していたレッドルームはまだ壊滅しておらず、殺害したはずのドレイコフがレッドルームの支配者として健在であったことを知ると、どこにあるか分からないレッドルームの所在地を求め、メイソンから譲り受けたヘリコプターに乗り込む。かつて父親役を演じ、今は投獄されているアレクセイの脱獄を手助けするが、アレクセイも情報は掴んでおらず、サンクトペテルブルク郊外にいるかつての母親役メリーナのもとを訪ねる。期せずして、かつての偽装家族は再び集うこととなった。
メリーナは自身の居場所をドレイコフに伝え、ドレイコフのエージェントがナターシャたちを空中に浮かぶレッドルームへと連れ去った。S.H.I.E.L.D.の技術でひそかにナターシャと入れ替わっていたメリーナがアレクセイとエレーナを解放し、ナターシャはドレイコフと対峙する。そこでタスクマスターの正体が、かつて苦渋の決断で犠牲にしたドレイコフの娘、アントニアであることを知る。そしてフェロモンによるロックを用いて自身に手出しできないようナターシャをはじめとしたウィドウたちを操っていたドレイコフは、慢心して自らの手の内を明かした結果ナターシャの反撃を受け、更にメリーナの暗躍でエンジンを一基落とされてしまい、レッドルームからの撤退を余儀なくされる。
ナターシャは戦闘の末にウィドウたちをマインドコントロールから解放し、更に世界中のウィドウたちの情報を入手、アレクセイとエレーナがタスクマスターを無力化して、崩落するレッドルームからの脱出が始まった。アレクセイとメリーナは脱出し、エレーナは決死の行動で逃走するドレイコフを殺害、ナターシャはエレーナを救出した後にタスクマスターと最後の空中戦を繰り広げる。戦闘後、ナターシャが解毒用の合成ガスをタスクマスターに使用し、ついにタスクマスターはアントニアとしてドレイコフから解放された。
長い戦いが終わり、自身を追うサディアス・ロスの部隊を視認したナターシャは、エレーナに合成ガスを預け、残るウィドウたちを救うように言う。そして家族に別れを告げ、もう一つの家族を救うべく一人また逃亡の旅に向かう。
それから2週間。ナターシャはメイソンからクインジェットを受け取ると、いまだ拘束されているアベンジャーズを解放するため、飛び立った。
ポスト・クレジット・シーン。『アベンジャーズ/エンドゲーム』後の世界。ナターシャの墓を訪れたエレーナは、ヴァレンティーナ・アレグラ・デ・フォンテーヌ伯爵夫人に遭遇する。ヴァレンティーナは、ナターシャの死にクリント・バートンが関わっていると告げ、彼を殺害するよう言い渡す。

## 登場人物・キャスト

### メインキャスト
ナターシャ・ロマノフ / ブラック・ウィドウ
演 - スカーレット・ヨハンソン、日本語吹替 - 米倉涼子
レッドルーム出身の元暗殺者で、元“S.H.I.E.L.D.”のエージェント。アベンジャーズの創立メンバーでもある敏腕スパイ。“アベンジャーズの内乱”での一件からロスによってに指名手配され、逃亡生活をはじめたところに、“妹”であったエレーナから送られてきた“レッドダスト”とタスクマスターからの襲撃をきっかけに、かつて暗殺したと思っていたドレイコフとレッドルームが健在であることを知って、レッドルームを壊滅させることを決意する。
少女時代のナターシャ・ロマノフ
演 - エヴァー・アンダーソン、日本語吹替 - 平山真滉

エレーナ・ベロワ
演 - フローレンス・ピュー、日本語吹替 - 田村睦心
レッドルームで訓練を受けた暗殺者。オハイオ州ではナターシャを“姉”として慕い、アレクセイやメリーナも含め本当の家族のように想っていた。“ウィドウ”としてレッドルームの任務にあたる日々を送っていたが、洗脳を解かれたことで組織から離反し、“姉”のナターシャに複雑な想いを抱きながらも共に戦うことを選ぶ。
少女時代のエレーナ・ベロワ
演 - ヴァイオレット・マッグロウ、日本語吹替 - 安藤紬

アレクセイ・ショスタコフ / レッド・ガーディアン
演 - デヴィッド・ハーバー、日本語吹替 - 大塚明夫
アメリカの“キャプテン・アメリカ”に対抗する目的でソ連が生み出したスーパーソルジャー。オハイオの任務ではナターシャとエレーナの“父親”役であった。任務終了後はドレイコフの手で投獄され、在りし日の姿とは程遠い髭面の肥満体となってしまう。
レッドルーム壊滅を目指すナターシャに救われ、彼女たちから疎ましく思われながらも力を貸すことを決める。
メリーナ・ヴォストコフ
演 - レイチェル・ワイズ、日本語吹替 - 田中敦子
レッドルームにて何度も訓練を受けた、ナターシャのひとつ上の世代のウィドウ。また、科学者であり、オハイオの任務ではナターシャとエレーナの“母親”を演じた。任務を終えた後もドレイコフとの接点は途切れておらず、現代においては農場で豚を実験台とした洗脳技術の研究を行なっている。
再会したナターシャたちに、オハイオの任務の頃とは別人のような態度を見せるも、結局助力することになる。
リック・メイソン
演 - O・T・ファグベンル、日本語吹替 - 関智一
ナターシャに協力する調達屋。友人としてナターシャの身を案じながら、潜伏生活や戦いに必要な物資を所々で支給する。

### レッドルーム
ドレイコフ
演 - レイ・ウィンストン、日本語吹替 - 宝亀克寿
スパイ養成機関“レッドルーム”の支配者。適性を持つ数多くの少女を集め、レッドルームで洗脳・訓練を施し、ウィドウとして操ることで世界を裏から動かし、利益を図っている。
かつてナターシャによって自身の娘ごと殺害されたと思われていたが、いまだ健在であり、レッドダストを手にしたナターシャたちを執拗に狙って、遂に彼女と対峙する。
タスクマスター（アントニア・ドレイコフ）
演 - オルガ・キュリレンコ、日本語吹替 - 中村千絵
レッドルームの最優先任務に現れる暗殺者。常に素顔を隠している。観察するだけで相手の動きや武装の使い方を完全にコピーできる能力を持ち、ドレイコフの指示の下、ナターシャたちを追い詰める。
その正体は、ドレイコフの一人娘のアントニア・ドレイコフである。
少女時代のアントニア・ドレイコフ
演 - ライアン・キエラ・アームストロング

レラト
演 - リアニ・サミュエル、日本語吹替 - 後藤佑里奈
レッドルームのウィドウ。ドレイコフからの指示をタスクマスターに伝達する役割を持つ。
イングリッド
演 - ナンナ・ブロンデル、日本語吹替 - 金香里
レッドルームのウィドウ。モロッコやブダペストで任務に就く。
ヘレン
演 - ジェイド・ウー
レッドルームのウィドウ。次回作『シャン・チー/テン・リングスの伝説』にも登場する。

### その他
オクサナ
演 - ミッチェル・リー、日本語吹替 - 村田遥
レッドルームを離反した元ウィドウ。エレーナにレッドダストとウィドウたちの解放を託す。
サディアス・“サンダーボルト”・ロス
演 - ウィリアム・ハート、日本語吹替 - 菅生隆之
アベンジャーズをはじめとする超人たちに批判的な姿勢を示すアメリカ合衆国国務長官。本作では逃亡者となったナターシャを自ら追跡する。
ウルサ・メジャー
演 - オリヴィエ・リヒタース、日本語吹替 - 不明
アレクセイと同じ刑務所の囚人。アレクセイと腕相撲をした際、「昔、キャプテン・アメリカと戦った」と武勇伝を語る彼に対し、「その頃は氷漬けだった」と指摘をしたため腕を痛めつけられる。

### ノンクレジット・カメオ出演
ヴァレンティーナ・アレグラ・デ・フォンテーヌ
演 - ジュリア・ルイス＝ドレイファス、日本語吹替 - 藤貴子
ポスト・クレジット・シーンに登場する謎の女性。エレーナにクリント/ホークアイの殺害を依頼する。
Disney+のドラマ『ファルコン&ウィンター・ソルジャー』にも登場しており、エレーナの他にジョン・ウォーカー/U.S.エージェントも自身の仲間に引き入れている。
クリント・バートン / ホークアイ
声 - ジェレミー・レナー、日本語吹替 - 東地宏樹
ブダペストでのドレイコフ暗殺任務の回想シーンに声のみの登場。ナターシャに無線で作戦実行の判断を仰ぐ。

## 設定・用語

### 武装・アイテム・テクノロジー
ウィドウたちの武器
ナターシャ/ブラック・ウィドウやエレーナを含むウィドウズは、万能リストバンドの“ウィドウズ・バイト”や、戦闘用バトン、グロック26を駆使し、このほかにも、L96A1 AWF、CAA Micro RONI、ステアーTMPなどの銃火器も携行・使用する。

エレーナのベスト
エレーナが愛用するグリーンの防弾ベスト。
ホワイトスーツ
メイソンがナターシャとエレーナに支給した純白の戦闘用ジャンプスーツ。
レッド・ガーディアンのユニフォーム
アレクセイ/レッド・ガーディアンが、若き全盛期の頃の戦いで着用していたタクティカル・コンバット・スーツ。
タスクマスターの装備
アントニア・ドレイコフ/タスクマスターの武装一式。“タスクマスター・スーツ”のほか、専用の円形盾や片刃剣などを駆使する。

レッドダスト
ウィドウたちやタスクマスターに施された化学的洗脳を解くことができる赤い合成ガス。
フェロモン・ロック
ウィドウズに施されたドレイコフへの謀反対策で、ドレイコフの臭いを嗅いだウィドウは、ドレイコフに直接危害を加えられなくなる。

### ビークル
PA-28 アロー
1995年時にアレクセイとメリーナたちがオハイオ州から出国する際に搭乗した軽飛行機。アレクセイたちが住んでいた家を出て町の外れに到着すると、ビニールハウスに隠されていた本機にナターシャたちを乗せ、メリーナが操縦桿を握り、アレクセイはS.H.I.E.L.D.の追手を足止めしながら本機にしがみ付くが、追手の銃撃でメリーナは負傷してしまった。しかしメリーナは、止むを得ずナターシャに操縦法を教えながら彼女に本機を飛ばせることで窮地を脱し、一同は出国に成功した。
CCM スピットファイヤー
エレーナがブダペストの街角に駐車していた愛車。ウィドウズに追われたナターシャとエレーナはこのバイクを運転して逃走し始めるも、ウィドウの銃撃を後部に受けた反動でバランスを崩し、壁面に激突した弾みでナターシャたちが放り出され、そのまま乗り捨てられる。
BMW・X3 G1
スピットファイヤーを乗り捨てたナターシャたちがブダペスト市民の男性から奪取したSUV。ナターシャが運転し、タスクマスターらを振り切ろうとする中、エレーナが助手席のドアを蹴り飛ばしてウィドウにぶつける荒技を披露したが、タスクマスターの弓矢攻撃で反転した末に、地下鉄構内へ転がって乗り捨てられる。
Mi-8
メイソンがナターシャたちに支給した輸送ヘリ。本機を操縦してナターシャとエレーナはロシアへ向かい、脱獄させたアレクセイも同乗させるが、燃料切れでサンクトペテルブルク郊外の紫色の花々が咲く草原に墜落し、乗り捨てられる。
BTR-80
タスクマスターがブダペストで運用した装甲兵員輸送車。タスクマスターはナターシャとエレーナを捕らえるために、ブダペスト市街を本車両で爆走し、走行中の市民の自動車などを次々に破壊するなど多大な被害を出したが、ナターシャたちを逃がす結果となる。
輸送機
レッドルームで人員移送用に行使される航空機。
クインジェット
アベンジャーズが保有する特殊航空機。メイソンがナターシャに支給する形で物語のラストシーンに登場する。

### 組織・施設
S.H.I.E.L.D.
MCUの各作品の多くに登場してきた国際平和維持組織。本作では、冒頭の1995年のシーンにのみ、アレクセイとメリーナたちを攻撃する追手として登場する。
レッドルーム
かつてソ連に極秘スパイ養成機関として存在し、現代においてはドレイコフの利益を図るための私設軍として活動する秘密組織。ドレイコフ主導のもと、裏社会から暗躍して世界情勢を動かしていた。
本部
レッドルームの拠点である空中基地。
ウィドウズ
レッドルームの主力である、10代から20代の女性だけの暗殺者ウィドウたちのチーム。ナターシャやメリーナもここの出身で、エレーナは物語開始時点で現役のウィドウである。
ドレイコフの指示・コントロールで世界中に潜入し、如何なる残虐な手段も辞さずに任務に当たる。
機動部隊
男性の兵士たちで構成される戦闘部隊。

### 国家・施設

#### アメリカ合衆国・オハイオ州
アメリカ中西部北東部にある州。1992年から3年間、アレクセイとメリーナが潜入工作のために、ナターシャとエレーナと共に家族として暮らしていた。 
アレクセイとメリーナは1995年にこの州にあるS.H.I.E.L.D.の“ノース研究所”から“ウィンター・ソルジャー計画”のデータを奪取したことで任務完了となり、ナターシャたちと急遽出国準備をして、S.H.I.E.L.D.の追撃を振り切ることに成功した。
物語本編後の現代では、自然溢れる地の一角にある木陰にナターシャの墓石が建てられ、エレーナが墓参りしている。

#### キューバ
オハイオ州から逃げ延びたアレクセイとメリーナたちが降り立った国家。ここの滑走路で出迎えたドレイコフやロシア軍によって、ナターシャとエレーナは、アレクセイたちとも引き離されてしまうこととなった。

#### ノルウェー
アベンジャーズの内乱後に、ナターシャが潜伏先として渡ったヨーロッパの国家。
トレーラーハウス
この国のとあるフィヨルドの一角に置かれたナターシャの仮住まい。彼女が訪ねた際に、ベッドに横たわって待っていたメイソンは、ナターシャにパスポートや入国ビザ、20人ほどの免許証、発電機などを支給した。同時にレッドダスト込みでブダペストのセーフハウスからの荷物も置かれていた。
ナターシャは、この国で潜伏生活の準備をし始め、発電機のためのガソリンを買い求めて出かけたところにタスクマスターの襲撃を受け、相手の狙いがレッドダストだと分かると、ブダペストに向かう。

#### タンジェ
モロッコ北部の都市。ここでレッドダストを回収する任務を請け負ったエレーナは、オクサナを奇襲して致命傷を負わせるが、彼女によって洗脳を解かれ、ウィドウたちの解放を託される。

#### ブダペスト
ハンガリーの首都。ナターシャはKGB時代に、ここでクリントと初めて出会って交戦・スカウトされ、S.H.I.E.L.D.の入隊試験としてドレイコフ父娘がいた5階建ビルを爆破した過去があった。この際、特殊部隊と撃ち合い、10日間プダペストに潜伏していたとも話している。
エレーナの隠れ家
かつてナターシャとクリントがセーフハウスとして潜伏していた市内のマンションの一室を、エレーナがそのまま拠点として利用した部屋。洗脳が解けたエレーナは、ここに武器庫や自爆装置を構え、ナターシャの来訪を待った。また、キッチンの壁にナターシャとクリントが争った足跡として3つの矢の痕が残っており、マンションの共用部分の物置にはナターシャの銃が一丁隠してあった。
ノルウェーからブダペストにやって来たナターシャが訪ねると、再会したエレーナと疑心暗鬼のままの乱闘の場となり、その場が収まった直後にウィドウたちの襲撃を受け、エレーナによって自爆させられる。
ナターシャとエレーナは隠れ家を出た後、この街を舞台にイングリッドたちやタスクマスターと追跡戦を展開した結果、地下鉄構内に追い込まれるも、「2日間クリントと隠れていた」という通気口に身を潜めてやり過ごすことに成功する。

#### ロシア
セブンス・サークル・プリズン（Seventh Circle Prison）
アレクセイが収監されていたツンドラ地帯の中に存在する刑務所。Mi-8で施設上空にやって来たナターシャたちは、所内のアレクセイにイヤーピースを仕込んだレッド・ガーディアンのフィギュアを送って彼に連絡を取ると、遠隔操作で所内の鉄格子を開けてアレクセイに南壁のドアを蹴破って外へ出させた。
そして囚人らと刑務官たちも入り混じって起こった騒動の中、ナターシャがアレクセイを掬い上げるためにここへ降りて立ち回り、エレーナによるトーチカが破壊された衝撃で雪崩が発生。施設は雪崩に飲まれるが、アレクセイは間一髪でナターシャたちに掬い上げられ、脱獄に成功する。
養豚場
サンクトペテルブルク郊外の草原にあるメリーナの実験場。メリーナとレッドルームの所在を求めてこの場を訪ねてきたナターシャと再会の場となる。

## 公開
本作は当初2020年5月1日に日米同時公開の予定としており、映画の制作や吹き替えなどの作業も同年3月の時点で既に完了していた。しかし、新型コロナウイルスの影響により封切りが無期限の延期となり、4月4日に新たに米国公開が11月6日と発表された。しかし、 9月23日に米国公開が2021年5月7日へと再度延期され、6日後には日本での公開も4月29日に延期された。2021年3月23日、米国での公開が同年7月9日に延期となり、定額制動画配信サービスであるDisney+のプレミアアクセスでの同時配信になることを発表した。
日本でも米国の発表を受けて、同じく2021年7月9日に延期になると共にDisney+プレミアアクセスでの同時公開になることを同年3月31日にウォルト・ディズニー・ジャパンから発表された。その後、日本に関しては劇場公開を1日前倒しし、同年7月8日から公開することを同年5月20日に同社が発表した。しかし、同年1月21日に全国興行生活衛生同業組合連合会（全興連）が「これまで通りの形式で劇場公開をしない作品については上映しない」という方針を出しており、大作映画であるにもかかわらず上映を見送った映画館が相次いだ。例えばTOHOシネマズや松竹マルチプレックスシアターズ（MOVIX・ピカデリー）、ティ・ジョイ（東映子会社）といった大手配給会社が運営する劇場では上映されず、ユナイテッド・シネマや109シネマズ、イオンシネマ、コロナシネマワールド、その他独立系シネマコンプレックスなどを中心とした、小規模での公開となった。
なお、プレミアムアクセスでの視聴は、Disney+の会員費に加えて、29.99ドル（日本では3,278円（税込））が必要となる。また、Disney+のプレミアアクセスではこれまで本作を含む4作品の映画が配信されているが、これまでの映画作品は全てディズニー本体での制作であり、マーベル作品をプレミアムアクセスでも同時公開するのは本作が初めてとなる。
Disney+での配信や再延期を巡っては『ムーラン』と『ソウルフル・ワールド』（ピクサー・アニメーション・スタジオ制作）の劇場公開断念（配信スルー）を決定した2020年8月頃からファンの間で懸念されていたが、ウォルト・ディズニー・カンパニー最高経営責任者（CEO）のボブ・チャペックは2021年3月9日に行われた株主総会で予定通りの劇場公開準備を進めていることを明らかにし、動画配信や再延期の可能性を否定していた。そのため、2週間で大きな方針転換をせざるを得ない形となった。
2021年7月12日に世界各地における本作のオープニング興収が明らかとなった。北米地域での興収は8000万ドル（日本円で約88億円）で、これは新型コロナウイルスが流行している時期に公開された映画としては最高額となる。北米以外（海外）での興収は7880万ドル（日本円で約87億円）、世界興収は1億5880万ドル（日本円で約175億円）を記録した。また、ディズニーは米国内でのDisney+の配信におけるオープニング収入も併せて発表し、6000万ドル（日本円で約66億円）の収入があったことを明らかにした。また、プレミアアクセス対応作品において、本作を除く3作品はDisney+でのオープニング収入を発表していないため、オープニング配信収入を公表するのは初めてのケースとなった。
しかし、公開2週目の週末において、北米地域での興収がマーベル作品史上ワースト1位となる前週比67%ダウンの2625万ドルとなり、興収1位の座を早くも『スペース・プレイヤーズ』（ワーナー・ブラザース制作）に譲ることになった。これは違法サイト上において、海賊版が流布していることが原因とみられている。
2021年9月22日、ウォルト・ディズニー・ジャパンは本作品を同年10月6日16時からDisney+の見放題作品として追加することを発表した。

### 訴訟
本作に主演したナターシャ役のスカーレット・ヨハンソンはDisney+での同時配信により、巨額の損失を被ったとして、ウォルト・ディズニー・カンパニーを相手取り、カリフォルニア州ロサンゼルス郡の上級裁判所に提訴したことを2021年7月29日に発表した。訴訟内容によると、ヨハンソンは本作のギャランティー（出演料）について、主に劇場での興行収入に比例する金額を受け取る契約を締結しており、動画配信サービスでも同日公開したことは契約違反に該当すると主張している。一方、ディズニーの広報担当者はDisney+プレミアアクセスによる配信でも追加の出演料が発生するため、契約違反にはあたらないと反論している。
2021年9月30日、ヨハンソンはディズニーとの間で和解が成立したことを発表した。ヨハンソンは「今後も引き続きディズニーと仕事をするのを楽しみにしている」とのコメントを述べた。なお、和解の内容については公表されていない。